# George Popa
George Popa (nume real Georgică Popa) (n. 7 iulie 1923, comuna Neicu, județul Vrancea)  (d.16 ianuarie 2021, Iași, județul Iași ) este un medic român, profesor universitar la Facultatea de Medicină din Iași, membru al Uniunii Scriitorilor din România, poet și critic literar.

## Biografie
George Popa a urmat școala primară în localitatea natală, studiile secundare la Seminarul „Sf. Gheorghe” din Roman (1934-1942) și studiile medicale la Facultatea de Medicină din Iași între 1943-1949. După absolvire se specializează în medicină internă și hematologie și devine profesor universitar, șeful Clinicii a III-a Medicală a Spitalului „Sf. Spiridon” din Iași. Între 1978 și 1990 a fost visiting professor la Clinica de Hemato-Oncologie a Facultății de Medicină din Freiburg. 

## Activitatea literară
George Popa a debutat în 1963 în revista Iașul literar cu traduceri din Omar Khayyam. A colaborat cu poezii, articole de critică literară și traduceri la numeroase reviste: Convorbiri literare, Cronica, România literară, Luceafărul, Viața românească, etc. Este un cunostut critic al operei lui Mihai Eminescu.
Este membru al Uniunii Artiștilor Plastici (1967) și al Uniunii Scriitorilor (1970). A obținut mai multe premii literare, printre care, în 2003, Premiul de Excelență al Uniunii Scriitorilor din România, Filiala Iași, pentru opera omnia și premiul „Mihai Eminescu” (2011).
George Popa este Doctor honoris causa al Universității de Arte „George Enescu” din Iași și cetățean de onoare al orașului Panciu.
Opera
- Laudă formei, București, 1969;
- Semnificațiile spațiului în pictură, București, 1973;
- Auguste Rodin, București, 1976;
- Constelația Hyperion, Iași, 1978;
- Spațiul poetic eminescian, Iași, 1982;
- Orfeu și Euridice, Iași, 1986;
- Prezentul etern eminescian, Iași, 1989;
- Istoria culturii și a civilizațiilor. Un compendiu al spiritualității universale, Iași, 1997;
- Însemnările unui oaspete al luminii, Iași, 1998;
- Inițieri, Iași, 1999;
- Imposibila aventuri, Iași, 2001;
- Aporii ale tragicului, Iași, 2001;
- Înălțarea mai sus de sine, Iași, 2002;
- Catrenele din Valea Vinului, Iași, 2002;
- Metafora și cei trei oaspeți ai poemului, Iași, 2002;
- Spiritul hyperionic sau Sublimul eminescian, Iași, 2003;
- Meditații orfice, Iași, 2003.

Traduceri
- Omar Khayyam, Rubaiyate, București, 1969,
- Rabindranath Tagore, Antologie lirică, București, 1987,
- Rabindranath Tagore, Jertfa lirică, Iași, 2000,
- Rabindranath Tagore, Lebăda, Iași, 2001,
- Rabindranath Tagore, Figurina. Coșul cu fructe, Iași, 2003,
- Hafiz, Divanul, Iași, 1997,
- A.K. Coomaraswamy, Hinduism și budism, Iași, 1997,
- Rainer Maria Rilke, Elegiile duineze. Sonete către Orfeu, Iași, 2000.